# Chapelle Notre-Dame de Saint-Yan
La chapelle Notre-Dame de Saint-Yan est la chapelle située dans le cimetière de la commune de Saint-Yan dans le département français de Saône-et-Loire et la région Bourgogne-Franche-Comté. Elle est l'ancienne église paroissiale de la commune depuis la construction de l'église Saint-Oyen.

## Historique
Le chœur et le clocher font l'objet d'un classement au titre des monuments historiques depuis le 22 juillet 1913.